# (1791) Patsayev
(1791) Patsayev es un asteroide perteneciente al cinturón de asteroides descubierto por Tamara Mijáilovna Smirnova el 4 de septiembre de 1967 desde el Observatorio Astrofísico de Crimea, Naúchni.

## Designación y nombre
Patsayev recibió al principio la designación de 1967 RE.
Posteriormente, se nombró en honor de Viktor Ivánovich Patsayev (1933-1971), ingeniero de pruebas de la Soyuz 11, muerto el 30 de junio de 1971 durante el retorno a la Tierra.

## Características orbitales
Patsayev orbita a una distancia media de 2,748 ua del Sol, pudiendo alejarse hasta 3,14 ua. Tiene una excentricidad de 0,1428 y una inclinación orbital de 5,36°. Emplea en completar una órbita alrededor del Sol 1664 días.